# Vladimír Kouřil
Vladimír Kouřil (* 10. listopadu 1944 Těšetice) je český jazzový publicista.

## Život
Od roku 1949 žije v Praze. Maturant vodohospodářské průmyslovky. 1972-2022 projektant zdravotní techniky a trubních vedení. Mezi lety 1965–1968 organizační a publicistická činnost na rockové scéně. Od roku 1972 členem a aktivistou Jazzové sekce Svazu hudebníků ČSR. Publikuje v materiálech Jazzové sekce (Bulletin JAZZ, Zpravodaj 43-10-88). Podílí se na organizaci Pražských jazzových dnů Jazzové sekce 1974–1981. Mezi lety 1979–1990 byl dopisovatelem časopisu Jazz Forum International Jazz Federation. Roku 1984 byla činnost Jazzové sekce zakázána. Psal pro samizdaty Lógr a Druhá strana. Dne 2. září 1986 byl zatčen s celým výborem Jazzové sekce (odsouzen na 10 měsíců nepodmíněně). V roce 1991 byl celý výbor soudně rehabilitován (Čestmír Huňát, Vladimír Kouřil, Tomáš Křivánek, Karel Srp starší, Joska Skalník). Spoluzakladatel následnických organizací Jazzové sekce Svazu hudebníků Artforum a Unijazz. V roce 2015 mu bylo uděleno osvědčení účastníka odboje a odporu proti komunismu.

## Publicistika po roce 1989
- 1989–1992 redaktor občasníku Artforum
- 1990–1991 redaktor měsíčníku Melodie

Další spolupráce: Gramorevue, Rock&Pop, Lidové noviny, Musicae, Stereo a Video, Dotek, JAM, Rádio Kobra, Rádio Echo, AZ Zlín. V současnosti: His Voice, Harmonie, Hudební rozhledy, A2, UNI, Music Czech Quaterly, ČRo 3 – Vltava. Spolupráce na TV seriálu Bigbít (Česká televize). Průvodní texty LP a CD. Člen redakční rady měsíčníku UNI. Od roku 1998 poslechové pořady Jazzmánie aneb Aktuality v souvislostech.

## Knihy
- 1981 – Český rock 'n' roll 1956–1969. (Jazzpetit č.5, Jazzové sekce)
- 1998 – Starý a mladý pán hrají jazz (Panglos)
- 1999 – Jazzová sekce v čase a nečase 1971–1987 (Torst)
- 2006 – Divná hudba dob nekalých (Volvox Globator)
- 2016 – Africké květiny (65. pole), eseje o jazzu
- 2017 – Kámen a mouka (65. pole), povídky
- 2019 – Cesty clonou (65. pole), povídky
- 2021 – Krajina černého kosa (65. pole), román
- 2021 – Concerto grosso pro jazz a disharmonii doby (Jazzová sekce – pozůstalí)
- 2023 -  Na pouti (Galén), biografický cestopis
- 2023 -  Když jsme spolu pod hvězdami žili (Galén), souborná sbírka poezie
- 2024 - Úzké stezky (65. pole), povídky

## Dramaturgie výstav
- 1997 – Jazzová sekce (publikace, plakáty, dokumenty k 15.výročí založení Jazzové sekce z vlastního archivu, čítárna UNIJAZZU)
- 2004 – Polský jazzový plakát 70. let (výstava z vlastních sbírek, čítárna UNIJAZZU).

## Slovníková hesla
- Encyklopedie jazzu a moderní populární hudby, část jmenná – československá scéna, Supraphon, Praha 1990.
- Muzikologický slovník (www.musicologica.cz/slovník)

## Televizní dokumenty
- 2006 – Kam se poděla Jazzová sekce. B.Machková, absolventský dokumentární film VOŠ publicistiky
- 2008 – Jazzová sekce. A.Kisil, Česká televize
- 2009 – Tajné akce StB: Akce Jazz. P.Křemen. Česká televize